# Суперництво футбольних клубів «Дніпро» та «Металіст»
Східне класико — футбольні матчі за участі команд ФК «Дніпро» та «Металіст» (Харків). У зв'язку з футбольною кризою 2014—2016 років, обидва клуби було розформовано. «Східним класико» стали називати матчі «Дніпра» з «ідейним нащадком» старої харківської команди — ФК «Металіст 1925», а також матчі харків'ян з новою дніпровською командою — СК Дніпро-1. 

## Зустрічі в рамках українських змагань
| №  | Дата                           | Турнір       | Господарі  | Гості      | Рахунок                   | Голи | Стадіон        | Глядачів |
| 1  | 27 березня 1992                | Вища ліга    | «Дніпро»   | «Металіст» | 2-1                       | Сергій Беженар 9' (пен.), Юрій Максимов 34' — Вадим Колесник 35'                                                                     | «Метеор»       | 1 700    |
| 2  | 18 травня 1992                 | Вища ліга    | «Металіст» | «Дніпро»   | 1-0                       | Іван Панчишин 52' | «Металіст»     | 7 000    |
| 3  | 6 вересня 1992                 | Вища ліга    | «Дніпро»   | «Металіст» | 2-1                       | Юрій Максимов 18', Сергій Думенко 65' — Олександр Призетко 79'                                                                       | «Метеор»       | 2 500    |
| 4  | 28 травня 1993                 | Вища ліга    | «Металіст» | «Дніпро»   | 1-0                       | Владислав Прудіус 19' | «Металіст»     | 6 000    |
| 5  | 8 серпня 1993                  | Вища ліга    | «Металіст» | «Дніпро»   | 1-1                       | Віталій Пушкуца 53' — Олександр Захаров 21'                                                                                          | «Металіст»     | 5 500    |
| 6  | 19 червня 1994                 | Вища ліга    | «Дніпро»   | «Металіст» | 3-1                       | Юрій Максимов 18', Сергій Думенко 57', Олександр Захаров 58' — Олександр Карабута 75'                                                | «Метеор»       | 2 000    |
| 7  | 30 вересня 1998                | Вища ліга    | «Металіст» | «Дніпро»   | 2-0                       | Віктор Іваненко 26' (пен.), Дмитро Рудняк 90'                                                                                        | «Металіст»     | 8 000    |
| 8  | 9 травня 1999                  | Вища ліга    | «Дніпро»   | «Металіст» | 0-0                       | | «Метеор»       | 28 000   |
| 9  | 21 серпня 1999                 | Вища ліга    | «Дніпро»   | «Металіст» | 1-0                       | Сергій Шевцов 31' | «Метеор»       | 4 000    |
| 10 | 6 травня 2000                  | Вища ліга    | «Металіст» | «Дніпро»   | 2-1                       | Андрій Кирлик 70', 90' — Сергій Матюхін 72'                                                                                          | «Металіст»     | 15 500   |
| 11 | 1 жовтня 2000                  | Вища ліга    | «Металіст» | «Дніпро»   | 0-1                       | Олег Шелаєв 75' (пен.) | «Металіст»     | 7 000    |
| 12 | 7 квітня 2001                  | Вища ліга    | «Дніпро»   | «Металіст» | 3-0                       | Володимир Мазяр 23', Валентин Полтавець 25', Олександр Поклонський 76'                                                               | «Метеор»       | 14 000   |
| 13 | 8 вересня 2001                 | Вища ліга    | «Металіст» | «Дніпро»   | 3-0                       | Сергій Мізін 18', 57', Олег Шевченко 35'                                                                                             | «Металіст»     | 15 000   |
| 14 | 13 квітня 2002                 | Вища ліга    | «Дніпро»   | «Металіст» | 0-1                       | Віталій Пушкуца 26' | «Метеор»       | 15 000   |
| 15 | 21 вересня 2002                | Вища ліга    | «Дніпро»   | «Металіст» | 2-0                       | Руслан Костишин 67', Руслан Ротань 81'                                                                                               | «Метеор»       | 10 000   |
| 16 | 20 квітня 2003                 | Вища ліга    | «Металіст» | «Дніпро»   | 0-2                       | Дмитро Михайленко 36', Сергій Матюхін 88'                                                                                            | «Металіст»     | 8 000    |
| 15 | 15 липня 2004                  | Вища ліга    | «Дніпро»   | «Металіст» | 4-2                       | Олександр Мелащенко 5', Руслан Ротань 32', Сергій Матюхін 62', Дмитро Семочко 83' — Сергій Селезньов 30', Дмитро Бровкін 75'         | «Метеор»       | 8 000    |
| 16 | 16 червня 2005                 | Вища ліга    | «Металіст» | «Дніпро»   | 0-2                       | Володимир Єзерський 30', Сергій Назаренко 64'                                                                                        | «Металіст»     | 6 000    |
| 17 | 13 жовтня 2005                 | Вища ліга    | «Дніпро»   | «Металіст» | 0-0                       | | «Метеор»       | 3 000    |
| 18 | 30 квітня 2006                 | Вища ліга    | «Металіст» | «Дніпро»   | 0-6                       | Костянтин Кравченко 43', 90', Костянтин Балабанов 59', Северин Ганцарчик 63' (аг), Олександр Данилов 71' (аг), Сергій Корніленко 85' | «Металіст»     | 10 700   |
| 19 | 19 листопада 2006              | Вища ліга    | «Металіст» | «Дніпро»   | 1-0                       | Олександр Данилов 41' | «Металіст»     | 14 500   |
| 20 | 17 червня 2007                 | Вища ліга    | «Дніпро»   | «Металіст» | 0-2                       | Марко Девич 52', Валентин Слюсар 67'                                                                                                 | «Метеор»       | 8 000    |
| 21 | 16 вересня 2007                | Вища ліга    | «Дніпро»   | «Металіст» | 3-0                       | Віталій Бордіян 40' (аг), Сергій Назаренко 42', Дмитро Льопа 84'                                                                     | «Метеор»       | 12 500   |
| 22 | 6 квітня 2008                  | Вища ліга    | «Металіст» | «Дніпро»   | 1-0                       | Валентин Слюсар 90+1' | «Динамо»       | 9 000    |
| 23 | 1 вересня 2008                 | Прем'єр-ліга | «Дніпро»   | «Металіст» | 2-0                       | Максим Калиниченко 27', Руслан Ротань 29'                                                                                            | «Метеор»       | 7 000    |
| 24 | 5 квітня 2009                  | Прем'єр-ліга | «Металіст» | «Дніпро»   | 3-2                       | Марко Девич 9', 45+1' (пен), Жажа 30' — Олексій Бєлік 23', Руслан Ротань 63'                                                         | «Металіст»     | 19 500   |
| 25 | 25 липня 2009                  | Прем'єр-ліга | «Дніпро»   | «Металіст» | 2-0                       | Максим Калиниченко 51', Євген Селезньов 57'                                                                                          | «Дніпро-Арена» | 15 200   |
| 26 | 12 грудня 2009                 | Прем'єр-ліга | «Металіст» | «Дніпро»   | 3-2                       | Жажа 22', 34' (пен.), Олександр Рикун 40' — Євген Селезньов 47', Максим Калиниченко 58'                                              | «Металіст»     | 21 000   |
| 27 | 14 серпня 2010                 | Прем'єр-ліга | «Дніпро»   | «Металіст» | 0-1                       | Фінінью 56' | «Дніпро-Арена» | 22 846   |
| 28 | 13 березня 2011                | Прем'єр-ліга | «Металіст» | «Дніпро»   | 2-2                       | Клейтон Шав'єр 73', 82' — Євген Коноплянка 44', 71'                                                                                  | «Металіст»     | 36 252   |
| 29 | 24 вересня 2011                | Прем'єр-ліга | «Металіст» | «Дніпро»   | 1-0                       | Тайсон 87' | «Металіст»     | 38 656   |
| 30 | 9 квітня 2012                  | Прем'єр-ліга | «Дніпро»   | «Металіст» | 2-2                       | Матеус 58', Руслан Ротань 85' — Хосе Ернесто Соса 31', Марко Девич 59'                                                               | «Дніпро-Арена» | 30 000   |
| 31 | 3 листопада 2012               | Прем'єр-ліга | «Дніпро»   | «Металіст» | 2-0                       | Руслан Ротань 51', Жуліану 67' | «Дніпро-Арена» | 28 219   |
| 32 | 19 травня 2013                 | Прем'єр-ліга | «Металіст» | «Дніпро»   | 2-1                       | Марко Девич 9', 67' — Євген Селезньов 2'                                                                                             | «Металіст»     | 39 756   |
| 33 | 6 жовтня 2013 (перший тайм)[а] | Прем'єр-ліга | «Дніпро»   | «Металіст» | 2-1 (після першого тайму) | Віталій Мандзюк 10', Роман Зозуля 15' — Едмар Галовський 31'                                                                         | «Дніпро-Арена» | 27 739   |
| 33 | 4 грудня 2013 (другий тайм)[а] | Прем'єр-ліга | «Дніпро»   | «Металіст» | 2-2 (після другого тайму) | Марко Девич 81' | «Дніпро-Арена» | 27 739   |
| 34 | 27 квітня 2014                 | Прем'єр-ліга | «Металіст» | «Дніпро»   | 2-1                       | Гомес 36', Бланко 87' — Калинич 81' (пен)                                                                                            | «Металіст»     | 29 656   |
| 35 | 13 вересня 2014                | Прем'єр-ліга | «Металіст» | «Дніпро»   | 2-5                       | Болбат 65', Клейтон Шав'єр 90+5' — Гама 14', 43', 62', Селезньов 88', Коноплянка 90+3'                                               | «Металіст»     | 21 564   |
| 36 | 11 квітня 2015                 | Прем'єр-ліга | «Дніпро»   | «Металіст» | 0-0                       | | «Дніпро-Арена» | 13 650   |
| 37 | 27 вересня 2015                | Прем'єр-ліга | «Металіст» | «Дніпро»   | 1-2                       | Прийомов 52' — Рижук 40' (аг), Матеус 70'                                                                                            | «Металіст»     | 12 833   |
| 38 | 16 квітня 2016                 | Прем'єр-ліга | «Дніпро»   | «Металіст» | 5-0                       | Євген Шахов 32', Джон Руїс 65', Лучкевич 71', Зозуля 74' (пен.), Джон Руїс 90+1'                                                     | «Дніпро-Арена» | 10 615   |

а Матч було зупинено після першого тайму через проблеми з освітленням стадіону. 7 жовтня на засіданні дирекції Прем'єр-ліги було вирішено дограти матч, починаючи з другого тайму. 22 листопада було повідомлено, що матч буде завершено 4 грудня.

## Бомбардири
У таблицях наведено футболістів, що відзначались два або більше разів у рамках українських змагань
| Футболіст           | Голів |
| ------------------- | ----- |
| Руслан Ротань       | 6     |
| Євген Селезньов     | 4     |
| Євген Коноплянка    | 3     |
| Бруно Гама          | 3     |
| Юрій Максимов       | 3     |
| Сергій Матюхін      | 3     |
| Максим Калиниченко  | 3     |
| Олександр Захаров   | 2     |
| Сергій Думенко      | 2     |
| Костянтин Кравченко | 2     |
| Сергій Назаренко    | 2     |
| Матеус              | 2     |
| Роман Зозуля        | 2     |
| Джон Руїс           | 2     |

| Футболіст       | Голів |
| --------------- | ----- |
| Марко Девич     | 7     |
| Жажа            | 3     |
| Клейтон Шав'єр  | 3     |
| Андрій Кирлик   | 2     |
| Сергій Мізін    | 2     |
| Віталій Пушкуца | 2     |
| Валентин Слюсар | 2     |